# 石原果樹園
石原果樹園（いしはらかじゅえん） は、岡山県岡山市東区にある創業170年の贈答果樹園。完全予約制で果物狩りも行っている。

## 概要
創業170年の果物狩りも出来る贈答フルーツ果樹園。

ブドウと梨を主に栽培している。完全予約制でぶどう狩りと梨狩りの果物狩りも出来る。ブドウ（7月中旬～10月中旬）は20品種ほど、梨（9月～1月中旬）は10品種ほどある。また、太秋柿（10月上旬～11月中旬）があり、柿狩りも行われている。

## 沿革
- 1850年頃　山を切り開き、梨を始める。
- 1955年　鴨梨（ヤーリー）をシンガポールへ輸出。
- 1980年　あたご梨を始める。
- 1982年　ぶどうを始める。
- 1995年　鴨梨が皇室に献上される。
- 1999年　直売所・ウェブサイトをオープン。ぶどう狩り・梨狩りも始める。
- 2015年　安倍晋三首相が中東訪問の際に、あたご梨が政府専用機のデザートして採用。
- 2015年　ヤーリーがハイチュウの原料として採用される。
- 2015年　モンベルと提携。アパレル販売開始。
- 2015年　MBSドラマセレンディピティ物語のロケ地に採用。
- 2016年　NHK岡山発の地域ドラマ『インディゴの恋人』にあたご梨が使われる。

## 施設
- 農産物直売所
- 無料駐車場60台

## 周辺
果樹園から見渡せる吉井川や田園、晴れの国岡山の温暖な気候。
恵まれた景観で、多くのテレビ番組やドラマのロケ地にも採用されている。

## 所在地
岡山県岡山市東区西隆寺893-6

## 交通アクセス
- 岡山空港から南東へ車で約50分
- 山陽自動車道山陽ICから南へ車で約20分
- JR岡山駅から東へ車で約30分
- JR赤穂線西大寺駅から北東へタクシーで約10分

## 主な品種
- デラウエア（ぶどう）
- 紫玉（ぶどう）
- マリリン（ぶどう）
- ニューピオーネ（ぶどう）
- シャインマスカット（ぶどう）
- 翠峰（ぶどう）
- ゴールドフィンガー（ぶどう）
- 雄宝（ぶどう）
- 桃太郎ぶどう（ぶどう）
- 紫苑（ぶどう）
- あたご梨（備前横綱梨）（梨）
- 鴨梨（ヤーリー・備前乙女梨）（梨）
- 豊水（梨）
- 豊華（梨）
- 希望(のぞみ)（梨）
- 南水（梨）
- 王秋（梨）
- 太秋（柿）
- スイカ
- 備前乙女米（水稲）

他多数

## 周辺情報
- 西大寺駅
- 西大寺観音院
- 吉井川
- 鶯梅院
- 雄神小学校
- 三徳園 (小鳥の森)
- 梶屋
- 芥子山
- 岩倉山